# Douglas Bernard
Douglas Bernard ist ein US-amerikanischer Biathlet.
Douglas Bernard dient als Master Sergeant bei der Nationalgarde der Vereinigten Staaten und startet auch für diese als Biathlet. Seinen größten Erfolg feierte er, als er 2009 beim Verfolgungsrennen des Biathlon-NorAm-Cup in Canmore hinter Duncan Douglas und Dan Campbell Dritter wurde. In der Gesamtwertung der Saison belegte er den 19. Platz. In der Saison 2010/11 erreichte er keine Podiumsplatzierungen, platzierte sich aber als 15. noch besser in der Gesamtwertung.
Bernard nahm im September 2009 mit mehreren weiteren Nationalgarde-Biathleten an den Biathlon-Südamerikameisterschaften 2009 in Chile teil. Dort lenkten er, Drew Gelinas und Shawn Blanke die Aufmerksamkeit nicht aufgrund sportlicher Leistungen auf sich, sondern weil sie an den Rettungsarbeiten nach einem Helikopterabsturz maßgeblich beteiligt waren.

## Belege
1. ↑   Ergebnislisten 2009/10 (Memento vom 26. August 2011 im Internet Archive)
2. ↑   Ergebnislisten der Saison 2010/11 (Memento vom 26. August 2011 im Internet Archive)
3. ↑  Biathletes rescue helicopter crash victims in Chile (Seite nicht mehr abrufbar, festgestellt im April 2018. Suche in Webarchiven)

| Personendaten    | Personendaten              |
| ---------------- | -------------------------- |
| NAME             | Bernard, Douglas           |
| KURZBESCHREIBUNG | US-amerikanischer Biathlet |
| GEBURTSDATUM     | 20. Jahrhundert            |